# 蒙蒂切洛孔泰奥托
蒙蒂切洛孔泰奥托（義大利語：Monticello Conte Otto），是意大利威尼托大区维琴察省的一个市镇。总面积10平方公里，人口9252人，人口密度925.2人/平方公里（2009年）。国家统计（ISTAT）代码为024067。